# Dnyeszter Menti Köztársaság
A Dnyeszter Menti Moldáv Köztársaság (más néven Dnyeszteren Túli Terület, Transznisztria vagy Dnyeszteren Túli Köztársaság) a Szovjetunió felbomlása után az önállósodó Moldovától elszakadt keskeny földsáv a Dnyeszter folyótól keletre. Rövid elnevezése a Dnyeszter-mellék (az orosz Приднестровье mintájára).
A Csongrád-Csanád vármegyényi terület függetlenségét erős orosz segítséggel 1990. szeptember 2-án nyilvánította ki, az erről szóló sikeres népszavazás után. A Moldovával folytatott rövid háború után, az 1992. július 21-én aláírt békekötés értelmében a moldáv hatóságoknak nincs semmilyen beleszólása a terület politikájába. Az új alkotmányt 2000. június 22-én fogadták el.
Hivatalosan Moldovához tartozik, egyetlen ENSZ-tagország sem ismeri el önállóságát.

## Földrajz

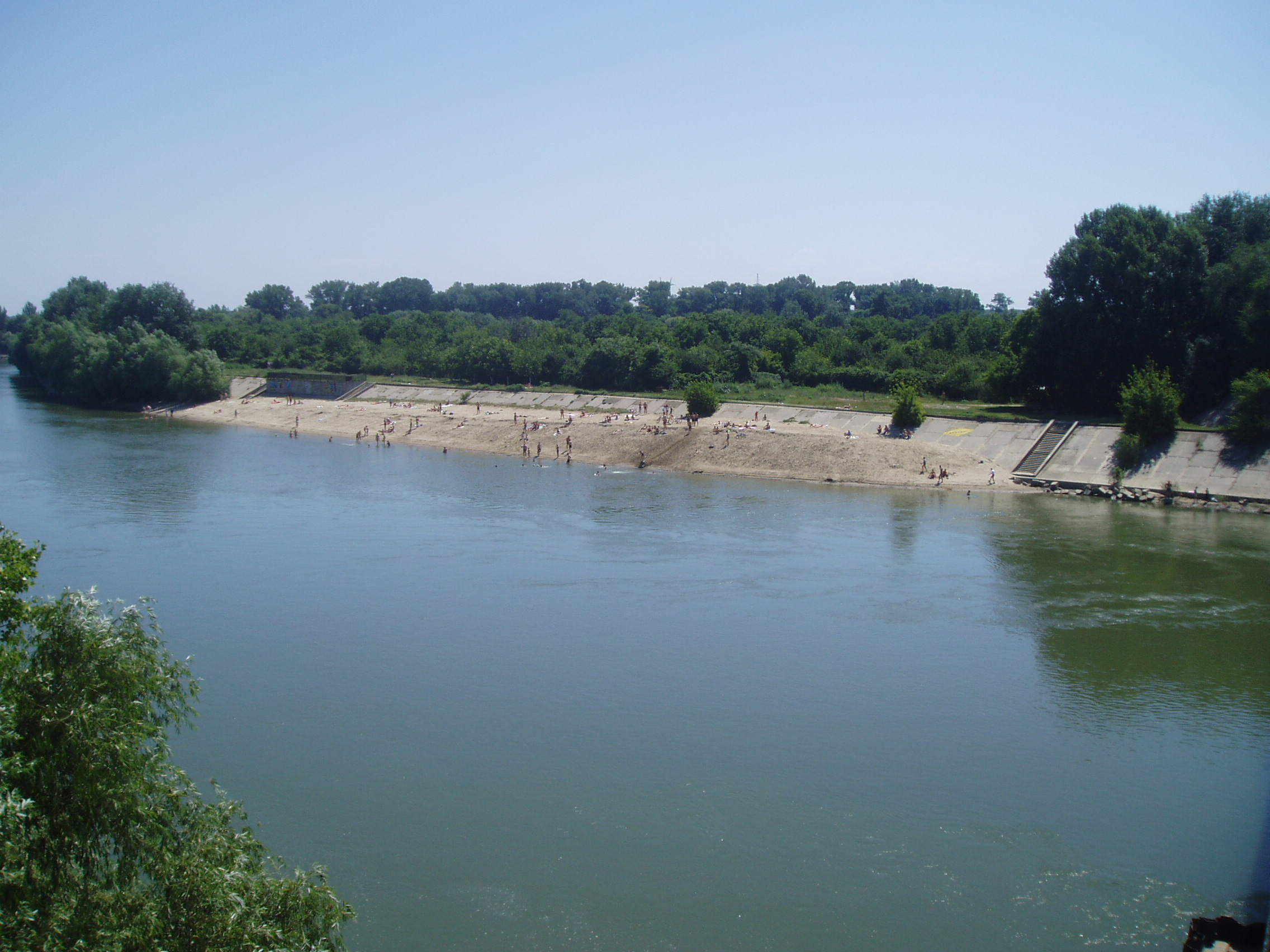
A Dnyeszter Tiraszpolnál

Keletről Ukrajna határolja, nyugatról Moldova. Az ország nagyrészt Dnyesztertől keletre fekszik, kisebb része azonban átnyúlik a nyugati oldalra, és néhány városa ott található.
Az „állam” felszínét kisebb dombokkal és völgyekkel tarkított síkság alkotja. A terület 80%-át termékeny csernozjom borítja. Az erdők aránya 10% körüli. Éghajlata mérsékelt szárazföldi. A telek rövidek, a januári középhőmérséklet −3,9 °C. A nyár hosszú és forró, a júliusi középhőmérséklet +21 °C.
A területet a Dnyeszter bal oldali mellékfolyója, a Jagorlik folyó osztja két részre. Az ettől északra fekvő vidék az ukrajnai Podóliai-hátság nyúlványa, így a tájat az arra jellemző mély folyó- és patakvölgyek jellemzik. A Jagorliktól délre a területet a Fekete-tenger partvidékére jellemző sztyeppe uralja. Ezen a vidéken ritka a természetes erdő, inkább csak telepített erdős ligetek fordulnak elő. Vadállományát a közép-európai térségre jellemző vadak – vaddisznó, nyúl,  róka, fácán – alkotják.
Ásványkincsekben szegény terület. Meszet, kerámiagyártásra alkalmas agyagot, valamint az üveggyártás alapanyagául szolgáló kvarchomokot bányásznak.

## Történelme

### Az ókorban
A földrajzilag Besszarábiában található területen már az ókori görögök is tevékenykedtek. Türasz néven a görögök alapítottak a közelben i. e. 600 körül várost (ma: Bilhorod-Dnyisztrovszkij, Ukrajna), mely a kis-ázsiai Milétosz városának gyarmata volt, majd barbárok foglalták el.

### A középkortól a 20. századig
Besszarábiában a kora középkorban keleti szláv törzsek (ulicsok, tivercek), majd nomád török törzsek (besenyők, kunok) telepedtek le. A terület később a Kijevi Rusz, majd a 15. században a Litván Nagyfejedelemség kezére került, míg 1504-ben meg nem hódította az Oszmán Birodalom és Jediszan tartomány részévé tette 1792-ig, amikor is az Orosz Birodalom szerezte meg. Ebben az évben Alekszandr Vasziljevics Szuvorov orosz tábornok megalapította Tiraspolt.  A területen ezután főleg ukrán, orosz és német nemzetiségű embereket telepítettek le.
A középkor elején a keleti szlávok a románokat (beleértve a moldávokat is) „volohi”-nak nevezték. 1150 körül az orosz krónikák említik a Bolohovenik valószínűleg szláv-román népét, míg egy lvivi ikon szerint létezett egy „voloh”, „valah” vajda Ioan de Onut, Hotin közelében. Nikolai Karamzin orosz történész 1892-ben az Orosz Birodalom történetének negyedik kötetében azt írta, hogy a Bolohov város, amelyet a krónikás Nesztor krónikája említ, a Podóliai kormányzóságban volt, Kijev és Halics között.
1587-ben V. Péter moldvai fejedelem herceg elküldte az edisani török pasaságba (amely magában foglalta a Dnyeszteren túli terület középső-déli részét is), több mint 15 000 napszámost (salahori), ebből 3000-et a Dnyeper torkolatának északi végén található Oceac fellegvár felállításához (amelyik elágazásába ömlik bele a Bug folyó). E munkások közül sokan Edisanban (a jövőbeni Dnyeszterentúli területen) maradtak. Mihai Viteazul követelte III. Zsigmond lengyel királlyal az 1600 márciusában Brassóban, lefolytatott tárgyalásaiban, hogy ismerjék el uralmát a „Dnyeszteren túli Odzsák” felett.
A 17. században, 1681 -ben Dnyeszterentúli terület egy része Moldova ura, Gheorghe Duca fennhatósága alá került. Az itteni vásárokat  ezután úgy szervezték meg mint a moldvai városokat: soltészek és polgárok vezették. A moldvai uralkodók uralma 1713-ig tartott, amelyet az általuk kibocsátott számlák és tisztségeik feltételei bizonyítottak. A legfontosabb központok a következők voltak: Movilă – épült Movilai Jeremiás moldvai fejedelem alatt a Cantacuzinók birtokán, aztán Luntraşi, ma Dubăsari – épült a moldvaiak nagy hajói (dubase) számára épített híd közelében, aztán, Silimbria, lampol, Jaruga, Raşcău, Vasilcău.

### A szovjet időszak

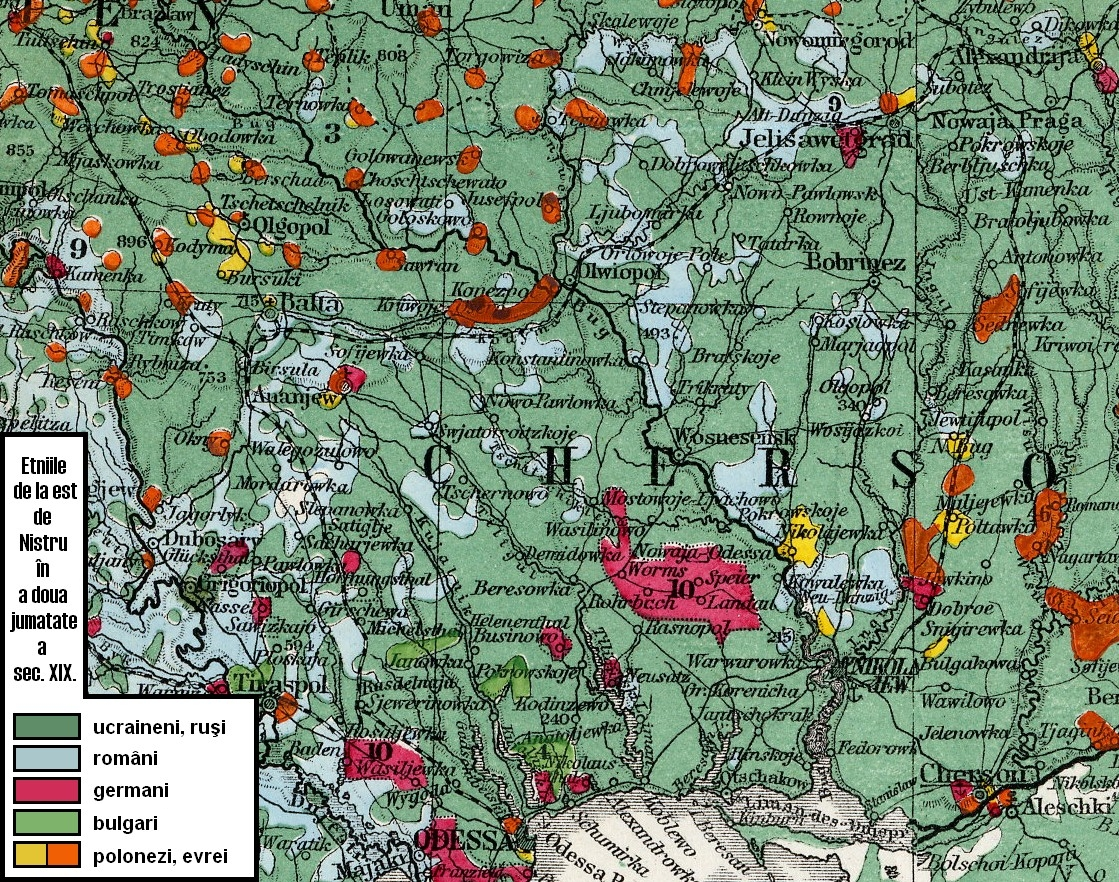
A Dnyesztertől keletre eső területek etnikai térképe a 19. század második felében

A Szovjetunió létrehozása (1922. december 30.) után, 1924. október 12-én a szovjet kormány a Dnyeszter folyótól keletre fekvő területeken létrehozta a Moldovai Autonóm Szovjet Szocialista Köztársaságot (RASSM) az Ukrán Szovjet Szocialista Köztársaságon belül. A főváros a ma Ukrajnában fekvő Balta volt. Az Moldovai ASzSzK határait úgy húzták meg, hogy a lakosság mindössze 30% -a legyen moldvai. 1929 -ben a fővárost Tiraszpolba költöztették.
Románia egy részét, Besszarábiát a Szovjetunió megszállta 1940-ben (a náci Németország beleegyezésével), az 1939-es német-szovjet megnemtámadási egyezményhez, a Molotov–Ribbentrop-paktumhoz csatolt titkos melléklet szerint. Ez a függelék az úgynevezett „vasfüggöny” előfeltétele volt. 1940. augusztus 2-án a szovjet kormány kihirdette a Moldvai Szovjet Szocialista Köztársaságot, melynek fővárosa Chișinău (oroszul Кишинёв). Így Besszarábia nagy részének összevonásával a 6 besszarábiai kerületet/rajont összecsatolta a Moldvai SzSzK 14 kerületével, míg a terület többi része visszatért az ukrán SzSzK fennhatósága alá. Nikoláj Feodorovics Bugai orosz történész munkái szerint a következő évben több mint 35 000 besszarábiai vagy transznisztriai moldovánt deportáltak a Gulagra, miközben a nem moldován lakosság egy része, a kommunista meggyőződésűek (akik már  korábban is megnyilvánultak eképpen  a Tatarbunar-i felkelés  során, rablásokba és mészárlásokba keveredtek a moldovánok kárára.
1941 júniusában német és román csapatok megtámadták a Szovjetuniót . A náci Németországgal egyetértésben (lásd Tighinai szerződés), Románia vette át a Dnyeszter és a Bug (ukránul a „Pivdennij Buh”-ot) közötti terület igazgatását, az észak ukrajnai Bar-tól (ma Ukrajna), a Fekete -tengerig, délen, amelyet Románia igazgatott „Transnistria” néven azzal a szándékkal, hogy összegyűjti ide az összes bukovinai és besszarábiai  zsidót azzal a szándékkal, hogy "csökkentse számukat" (lásd a "A terület megtisztítása" és a Transznisztria román közigazgatás alatt (1941-1944)).
Ez a helyzet 1944 augusztusáig maradt érvényben, amikor a szovjet csapatok visszatértek Transznisztriába és Besszarábiába (Kelet-Moldovába).
Az 1947-es párizsi békeszerződés Besszarábiát, Észak -Bukovinát és Transznisztriát a Szovjet Szocialista Köztársaságok Szövetségének (a Szovjetuniónak) ítélte, és a szovjet közigazgatási felosztás és a területek orosz elnevezése ismét hivatalossá vált.
A Dnyeszter és a Bug közötti terület nagy része, amelyet a román hatóságok a második világháborúban "Dnyeszteren túli" -nak neveztek,ma  Ukrajnához tartozik. A szovjet hatóságok csak egy kis sávot vontak be a Dnyeszter mentén a Moldovai SZSZK-ba, amely  a Szovjetunió felbomlása során (1991. augusztus-december) a Moldovai Köztársaság részévé vált, amely az MSzSzK jogutúdja, de Transznisztria a Szovjetunió része maradt és megszüntetése után Oroszország része lett.

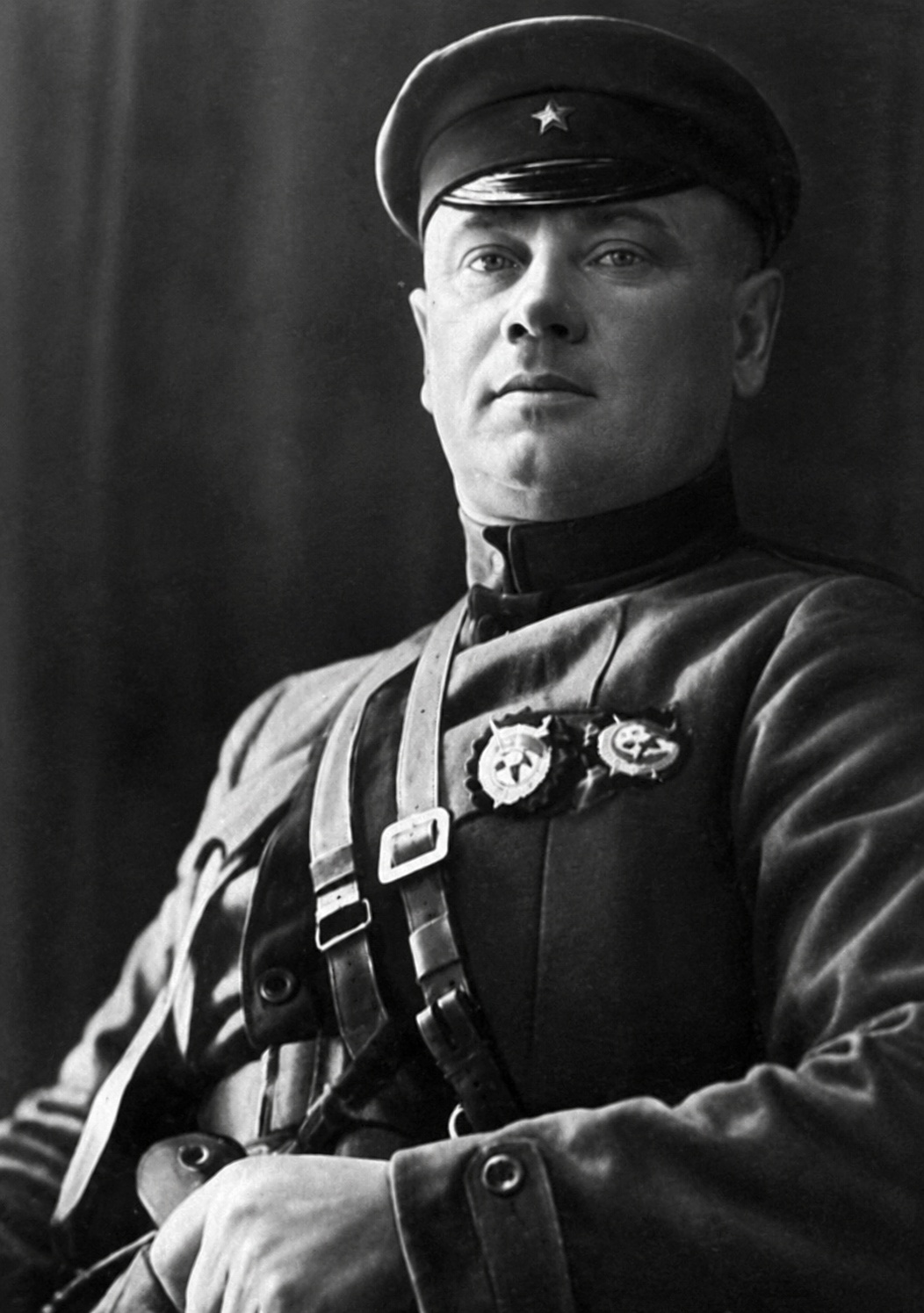
Grigorij Kotovszkij

Az első világháborúban Oroszország jelentős méretű területeket vesztett el Európában, köztük Besszarábiát is, mely Romániához került, kivéve a Dnyeszteren túli területet, mely az Ukrán SZSZK része lett. A Szovjetunió 1922-es megalakulásával ez a terület így a Szovjetunió része lett. Grigorij Kotovszkij moldovai születésű, egykori bűnöző és cári katona (1905-ben dezertált) két moldován függetlenségi felkelést is vezetett 1905-ben és 1915-ben az Orosz Birodalom ellen, de mindkétszer elbukott. A bolsevik forradalomhoz csatlakozva azonban végre alkalma nyílt célja megvalósítására, és meg is alapította szovjet fennhatóság alatt a Moldáv Autonóm Szovjet Szocialista Köztársaságot 1924-ben, fővárosának a „megszállás alatt lévő” Kisinyovot téve meg. A Moldáv ASZSZK területe a második világháborúig kizárólag a Dnyeszter-mellékre korlátozódott. Lakosainak 48%-a ukrán, 30%-a moldáv (román), 9%-a orosz és 8,5%-a zsidó volt ekkor.
A szovjet politika az elvesztett Besszarábia környezetében, így a Dnyeszter-melléken is a kommunizmus eszméinek hirdetésével akarta az egykori provinciát „visszacsábítani”. Ennek szellemében született meg az 1930-as években a „moldáv nemzetiség” gondolata, illetve a moldáv nyelv (a román nyelv cirill betűs írásmódjával), hogy így is elkülönítsék Romániától.

### Második világháború
A Molotov–Ribbentrop-paktum értelmében Németország nem tartott igényt Besszarábiára, így e szerződés alapján 1940. június 28-án a szovjet csapatok megszállhatták a területet, melyet 1940. augusztus 2-án immár Moldáv SZSZK néven a Szovjetunióhoz csatoltak. A paktum felrúgása után a terület teljes zsidó lakosságát deportálták vagy kivégezték a németek.

### A Moldáv SZSZK

Moldáv SZSZK zászlaja

A korábbi Moldáv ASZSZK a győztes háború után földrajzilag már a teljes mai Moldova területére kiterjedt, így a korábbi szovjet politika is immár egész Besszarábia területén érvénybe lépett. A háború után az eloroszosítás nagyobb méreteket öltött, mint a cári időkben. 1956-tól kezdve a 14. orosz gárdahadsereg állomásozott Moldova területén. A Dnyeszteren túli területen erős csoportosítása és fegyverraktárai voltak. A Dnyeszter-mellék lett Moldávia legiparosodottabb területe. A nehézipari fejlesztések és a katonai jelenlét erősítése azt a célt szolgálta, hogy Moldovát mindvégig ellenőrzés alatt tartsa, így meggátolni a román-moldáv egyesülési kísérleteket.
A peresztrojka légkörében a latin betűs írás vált hivatalossá Moldáviában. A szovjet katonai erő gyengült, s a megerősödő moldáv–román nacionalizmus félelmet keltett Moldova orosz, ukrán és gagauz lakóiban. Szaporodtak a különböző nemzetiségek közti incidensek. Moldávia szélsőséges román nacionalistái már a kisebbségek elűzésének szükségességéről beszéltek.
1990. szeptember 2-án kikiáltották a Dnyeszter Menti Köztársaságot a Szovjetunión belüli autonóm köztársaságként, mivel egyértelművé vált az erős román orientáció Moldovában, amelynek az orosz és ukrán kisebbség nem akart a része lenni. Mihail Gorbacsov szovjet elnök december 22-én elnöki rendeletben semmisítette meg ezt a lépést, mert szerinte nem volt jogalapja. Ennek ellenére megszilárdultak a különálló Dnyeszteren túli hatóságok. 1992 áprilisában a volt Szovjetunió fegyverzetének szétosztása során Moldova fegyverekhez jutott és felállították az önálló moldovai hadsereget. Azonban hatalmas mennyiségű fegyverkészlet maradt a dnyesztermenti területen, amiket a helyi oroszok és ukránok vettek igénybe és felkészültek a moldávok elleni háborúra. Moldova azonnal megtámadta a Dnyeszter mellékét, a hadseregét romániai önkéntesek is erősítették. A Dnyesztermellék is erősítéseket kapott, kozákokat, ukránokat és oroszokat a határon túlról, akik között korábban már leszerelt, képzett katonák voltak. A moldovai hadsereg vereséget szenvedett. A 14. orosz hadsereg (parancsnoka Alekszandr Lebegy volt, az orosz Nemzetbiztonsági és Védelmi Tanács későbbi titkára) harcba lépett a Dnyeszter melléki szakadárok védelmében, s ez a haderő csoport többszörösen jobb volt fegyverzetét és harcképzettségét tekintve a moldáv-román csapatokkal szemben. Ez egyúttal azt is meggátolta, hogy Moldova és a Dnyeszter-mellék között elhúzódjon a háború. A győzelem után rákényszerítették Moldovára az 1992. július 21-ei békét. Ennek értelmében Moldova mindennemű beleszólási jogról lemondott az állam Dnyeszteren túli területein, de függetlenségét nem ismeri el, továbbra is Moldova részének tekinti azt. Ma mintegy 2600 orosz békefenntartó katona állomásozik ott és a Dnyeszter-mellék „hadserege” a mai napig kézben tartja a szovjet hadsereg otthagyott fegyverkészletét, amivel az ország fennmaradását tudja biztosítani.

### A „független állam”

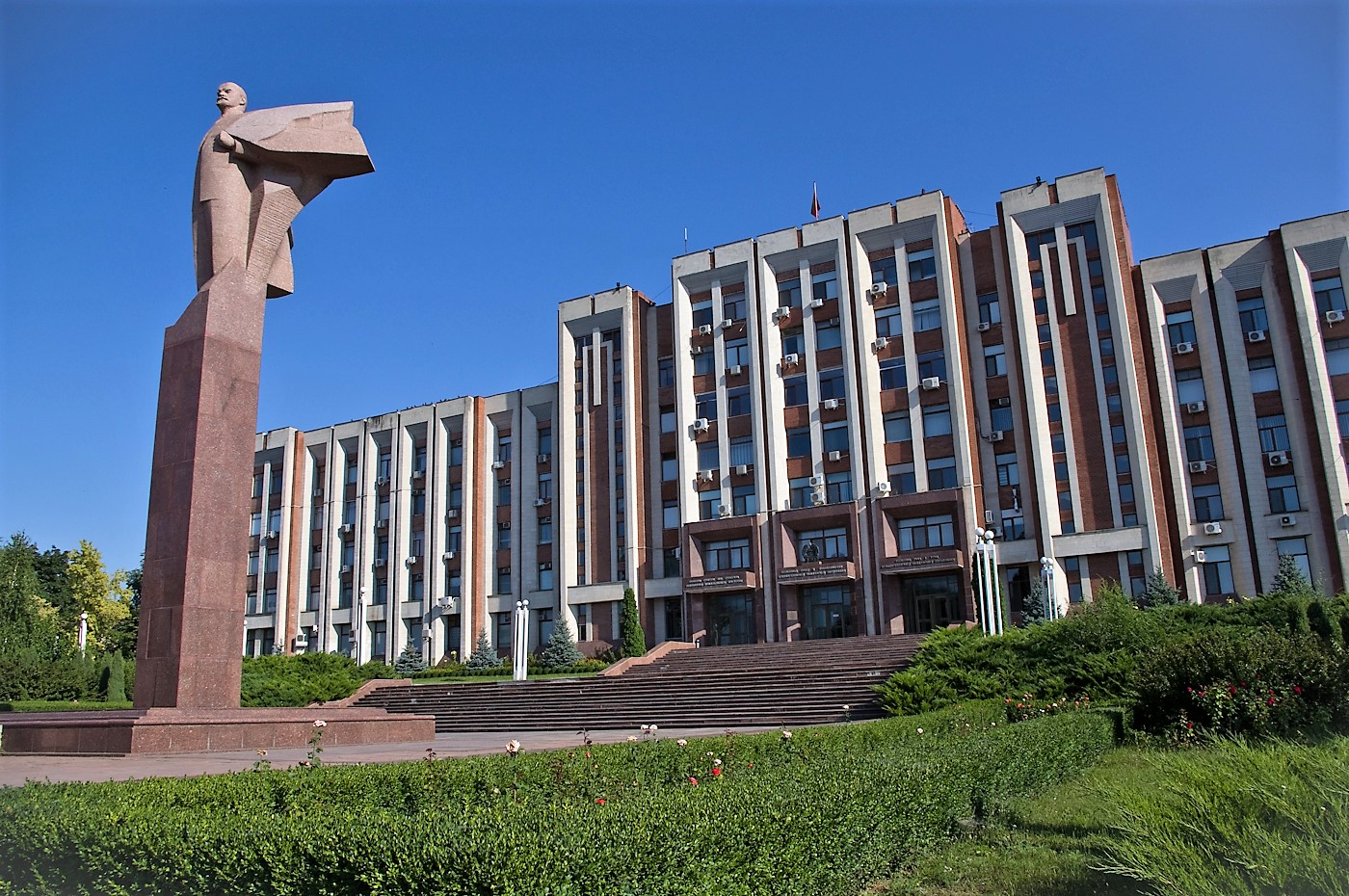
A Dnyeszter Menti Köztársaság kormányának épülete Tiraspolban

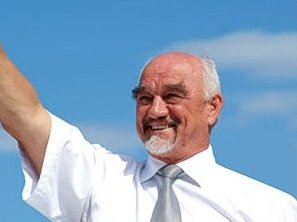
Igor Nyikolajevics Szmirnov, a szakadár köztársaság első elnöke

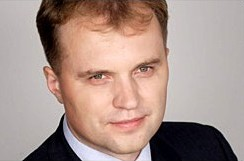
Az ország második elnöke, Jevgenyij Sevcsuk

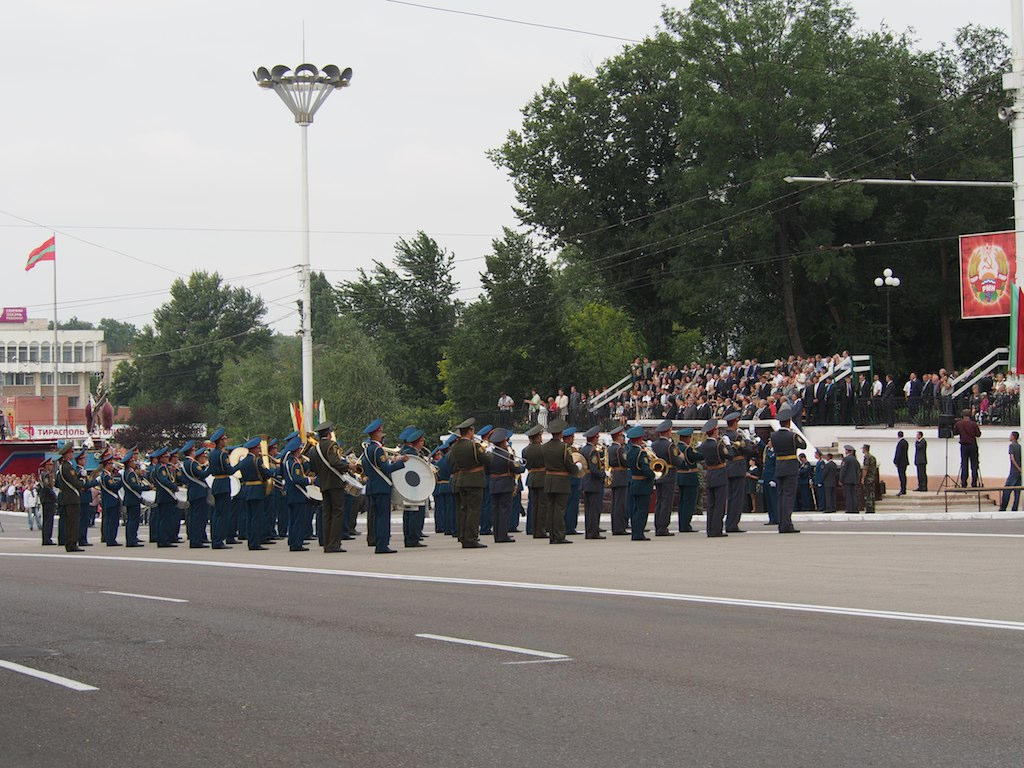
Ünnepség Tiraszpolban

A békekötés után a Dnyeszter melléken szovjet mintára újjászervezték a közigazgatást, tovább használták a szovjet jelképeket, betiltották a latin ábécé használatát és a helyi kormány élére az orosz származású Igor Szmirnov került (Alekszandr Lebegy hathatós segítségével). Szmirnov 2011-ig maradt hatalmon, azóta Jevgenyij Sevcsuk az ország vezetője, aki mint független politikus felváltotta az ország kommunista vezetését. 1997. május 8-án Szmirnov és Petru Lucinschi moldáv elnök a Primakov-memorandum néven emlegetett szerződésben normalizálta a két országrész kapcsolatát, de a függetlenségét Moldova továbbra sem hajlandó elismerni, noha semmilyen befolyással sem bír a területre 1992 óta. 2005-ben Ukrajna tárgyalásokba kezdett a terület vezetésével. Ennek eredményeként 5 új határátkelő és kereskedelmi állomás nyílt meg. Ukrajna egyúttal szigorította a határellenőrzést, amely komoly jövedelemkiesést okoz a helyi gazdaságnak, amelynek jelentős ágazata volt a csempészet. 2006. szeptember 17-én népszavazást tartottak a terület státuszáról, amelyen a lakosság arról szavazhatott, hogy az ország csatlakozik Oroszországhoz, „független állam” marad, vagy visszatér Moldovához. A népszavazáson, amelyet a nemzetközi szervezetek és az országok többsége nem ismert el, a résztvevők 97%-a az Oroszországhoz történő csatlakozásra szavazott. A dnyeszter-menti oroszok mindezt úgy képzelik el, hogy Transznisztria is a kalinyingrádi területhez hasonló exklávéja kell, hogy legyen az Oroszországi Föderációnak.
Az „állam” 2008-ban és 2010-ben is kérte Koszovó függetlenségének kikiáltását követően az ENSZ-től és az Európai Uniótól államisága elismerését. 2011 őszén a tárgyalásokat felújították Moldova és a Dnyeszter-mellék között, bár előzőleg Szmirnov megfenyegette a moldávokat, hogy újabb háború törhet ki, mert Moldova be akarja olvasztani az orosz kisebbséget.
Sevcsuk hatalomra kerülésével a két ország továbbra sem jut dűlőre, mert az új elnök sem hajlandó kiengedni az orosz katonákat a területről, illetve nem hajlandó szabadon engedni azokat a román és moldáv politikai foglyokat, akiket a Moldovával folytatott háború, illetve a 2000-es évek elején börtönöztek be állítólag gyilkosságok miatt. Sevcsuk továbbra is a terület függetlenségének megtartása mellett teszi le voksát és 2012-ben újból lobbizott a függetlenség, illetve a gazdaság ügyében az orosz vezetésnél, bár nyugati megfigyelők szerint ez nem érdeke a tiraszpoli vezetésnek, hiszen az ország fő gazdasági ága a csempészet, amely főleg Ukrajnába irányul, így például az Ukrajnából származó, a Fekete-tengeren leszállított húsárut a dnyeszter-menti csempész-kereskedelem visszaszállítja Ukrajnába illegálisan, megkerülve a vám- és egészségügyi vizsgálatokat, s potom áron az ukrán feketepiacon értékesítik. Ebben az ágazatban Dnyeszter-menti és ukrán politikusok is érdekeltek.
A terület Moldovához való visszacsatolását Oroszország és Ukrajna abban az esetben támogatná, ha Moldova felhagyna a Romániához való közeledéssel, és nem dédelgetné tovább Nagy-Románia eszméjét. Ez még évekkel korábban biztosnak látszott, de miután a 2009-es zavargások folytán a moldovai kommunista vezetés megbukott, az országban románbarát erők kerekedtek felül. Habár az ország – főként időskorú – lakosságában még mindig erősen él a tudat, hogy ők moldáv nemzetiségűek és nem románok, elemzők szerint nem kizárt, hogy végül mégis megtörténik az egyesülés, jóllehet ezt a szomszédos államok, így Magyarország sem nézné okvetlenül jó szemmel. Ez minden bizonnyal Transznisztria végleges leszakadását vonná maga után, Oroszország pedig az Európai Unió előretörésétől tartana a térségben. Az orosz lapok már előre is vetítették, hogy ebben az esetben Romániának számolnia kell Bulgária Dobrudzsára vonatkozó területi igényével, Magyarország Erdéllyel kapcsolatos ügyeivel és a gagauz függetlenség kérdésével. Ukrajna nem tartja kizártnak a moldáv-román egyesülést, de ebben az esetben jobb volna, ha Transznisztriát Ukrajnához csatolnák.
A Dnyeszter-mellék ügye 2012. október 18-án került ismét előtérbe:  az orosz külügyminisztérium egyik megbízottja azt mondta, hogy amennyiben Moldova elveszíti szuverenitását vagy semlegességét, Moszkva el fogja ismerni Tiraszpol függetlenségét. Ezt ugyan más szakértők nem tartják komolynak, mivel a moldovai NATO tevékenységek egyáltalán nem jelentenék az országnak a NATO-hoz való kapcsolódását, Moldova sokkalta inkább az Európai Unió felé törekszik közeledni.
Újabb jelentős lépés Moldova és Románia fúziójában 2013-ban történt, amikor a moldáv parlament kimondta, hogy az ország államnyelve a román, tovább csökkentve az esélyeket a megegyezésre.
2013 végén a szomszédos Ukrajnában hatalmas tiltakozási hullám söpört végig az oroszbarát Viktor Janukovics ellen, aki elutasította az Európai Unióhoz való közeledést és erősíteni törekedett kapcsolatait Moszkvával. A felkeléshez hasonlító zavargások nyomán Janukovics megbukott és egy nyugat-orientált kormány került ismét hatalomra Kijevben, amely kiengedte börtönéből Julija Timosenko volt kormányfőt. Az ukrajnai változásokat az ország nagyszámú kisebbsége és a Janukovicsot támogató emberek nem fogadták el, s folytatták a megmozdulásokat az ország keleti felén, illetve a Krímben, amelyet rövidesen orosz katonai erők kezdtek megszállni. A terület vezetői 2014. március 11-én kikiáltották a Krími Köztársaságot és rövidesen népszavazást írtak ki a terület hovatartozásáról. A választáson résztvevők elsöprő többsége kiállt az Oroszországgal való egyesülés mellett. Az ukrajnai oroszok magukat fenyegetve érzik az ukrán nacionalizmustól, ezzel indokolták lépésüket, Moszkva pedig az orosz ajkú emberek védelmével érvelve lépett fel Ukrajnával szemben. A köztársaság megalakulását és a március 16-án megtartott népszavazást azonban a Nyugat nem fogadja el, sőt illegitimnek tartja. Ennek ellenére a Dnyeszter Menti Köztársaság vezetői is felbátorodtak, és újból hangot adtak a maguk fúziós szándékainak Moszkva felé. Mihail Burla a Dnyeszter-menti törvényhozás elnöke a Dumához fordult, hogy vizsgálják a szakadár köztársaságnak az Oroszországhoz való csatlakozás lehetőségét, hivatkozva a 2006-os referendumra, ami a krímihez hasonló eredménnyel zárult. Ez a moldovai kormánynál újabb nemtetszést váltott ki, amely más államokhoz hasonlóan (így a szomszédos Románia) nem ismeri el a Krím elszakadását és Oroszországba történő betagolódását. De nemcsak a Dnyeszter Menti Köztársaság, hanem még az autonóm Gagauzia is Moszkvához közeledik, és a tiraszpoli kormány kérésével egy időben ugyanilyen kéréssel fordultak a Dumához.
2022-ben az „állam” semlegesnek deklarálta magát az orosz–ukrán háború kitörésekor és tagadta azokat a vádakat, hogy titokban támogatná az inváziót. Ugyanakkor mind Ukrajna, mind a Dnyeszter Menti Köztársaság a másikat vádolja a térség destabilizációjára tett kísérletekkel. A háború kezdetén, amikor az orosz hadsereg Odessza ellen folytatott hadműveleteket, a szakadár állam lakosságán pánik uralkodott el és tömegek menekültek Moldovába, attól tartva, hogy a háború netán Transznisztriára is kiterjed.
A háború nagyon rossz hatással van a Dnyesztermellékre, mivel az orosz-ukrán ellenségeskedés miatt a hagyományosan Moszkva-párti szakadár állam gazdaságilag és egyéb szempontból el van vágva legfőbb szövetségesétől. Mivel egyetlen folyósója már csak nyugat felé maradt, ezért Tiraszpol újból párbeszédbe kezdett Moldovával az újraegyesítés kapcsán. Ez viszont még semmiképpen sem jelenti az évtizedes viszály gyors megoldását, sőt a jelenlegi moldovai vezetés nem ezt látja az ország elsődleges kérdésének. Sokkal fontosabb most az EU-s integrációt, sőt Maia Sandu elnökasszony vagy Janis Mažeiks, Moldova uniós nagykövete is úgy nyilatkozott, hogy az újraegyesítés nem akadályozhatja Moldova integrációját.

## Államszervezet, közigazgatás

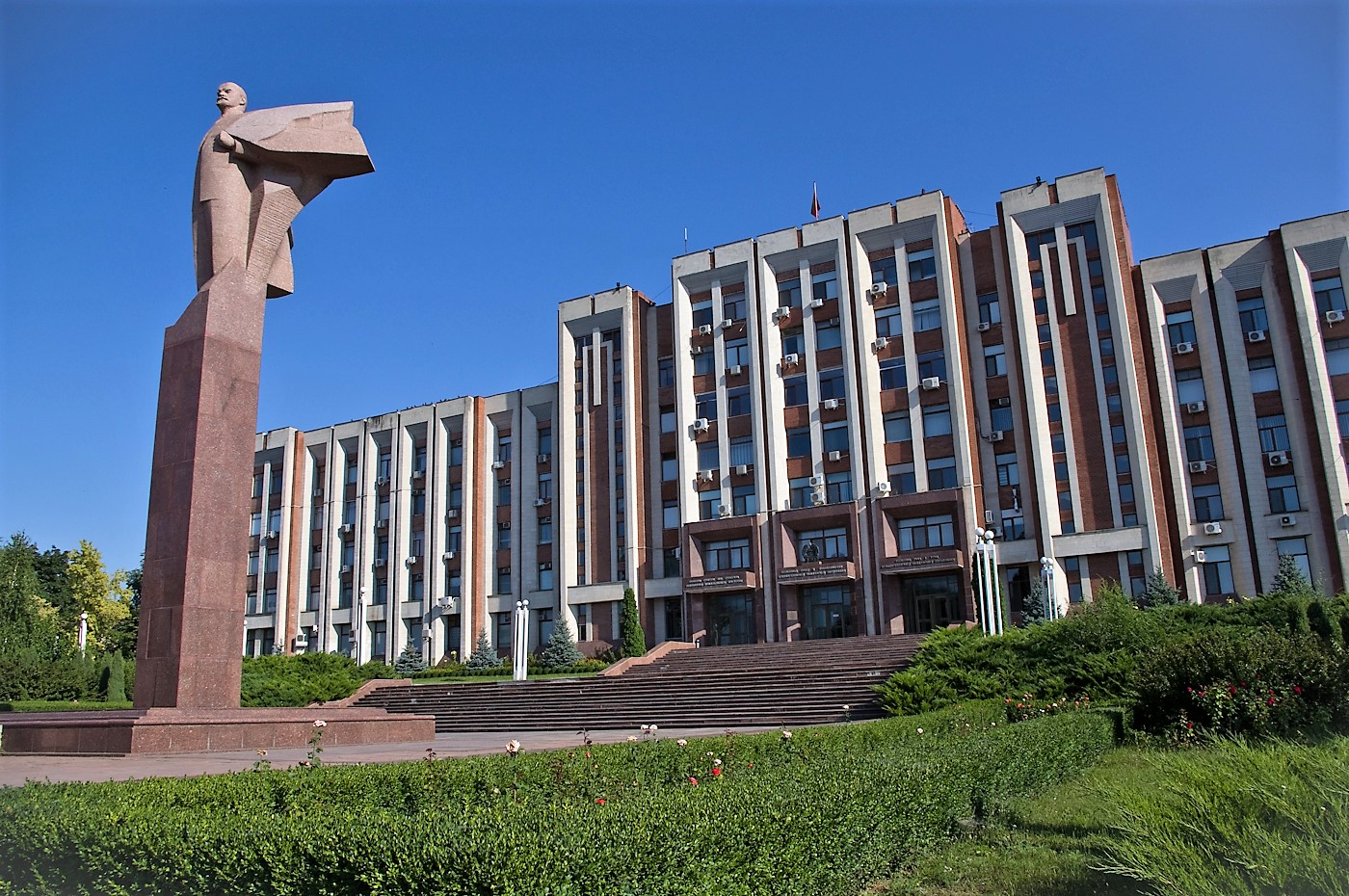
A tiraszpoli parlament épülete Lenin szobrával

### Adminisztratív régiói
(Északról dél felé, az orosz elnevezéssel a zárójelben.)
| A Dnyeszter Menti Köztársaság régiói | - Camenca (Каменка) avagy Kamenka - Dubăsari (Дубоссары) avagy Dubosszari - Rîbnița (Рыбница) avagy Ribnyica - Grigoriopol (Григориополь) - Slobozia (Слободзея) avagy Szlobodzeja - Tiraspol (Тирасполь) avagy Tiraszpol - Bender/Tighina (Бендеры) avagy Benderi |

### Fegyveres erők
A Dnyeszter Menti Köztársaság fegyveres erőinek létszáma közel 5 ezer fő. Főparancsnoka az elnök. A területen általános hadkötelezettség van, de a hadseregben a hivatásos tiszteken kívül szerződéses katonák is szolgálnak. A mozgósítható tartalék kb. 25-30 ezer fő. A szárazföldi és légierő haderőnemeken túl a hadsereghez tartozik a határőrség és a belügyi csapatok is. A szárazföldi csapatokat három tüzérséggel megerősített gépesített lövész dandár, egy harckocsi-zászlóalj és speciális egységek alkotják. A légierő néhány felfegyverzett közepes Mi–8 és nehéz Mi–6 szállító helikopterrel rendelkezik.
Az Állambiztonsági Minisztérium alárendeltségébe tartozik két speciális egység, a „Dnyeszter” és a „Delta” zászlóaljak.
Az állam területén orosz csapatok állomásoznak, nagyrészt ennek köszönhető annak függetlensége.
A hadsereget szovjet eredetű sorkatonaság alkotja. Az újoncokkal szemben általános és régi gyakorlat a megalázó, embertelen bánásmód, ami miatt sokan lesznek öngyilkosok. Az ilyen eseteket a vezetés mind eltussolja.

## Népesség

### Népességének változása

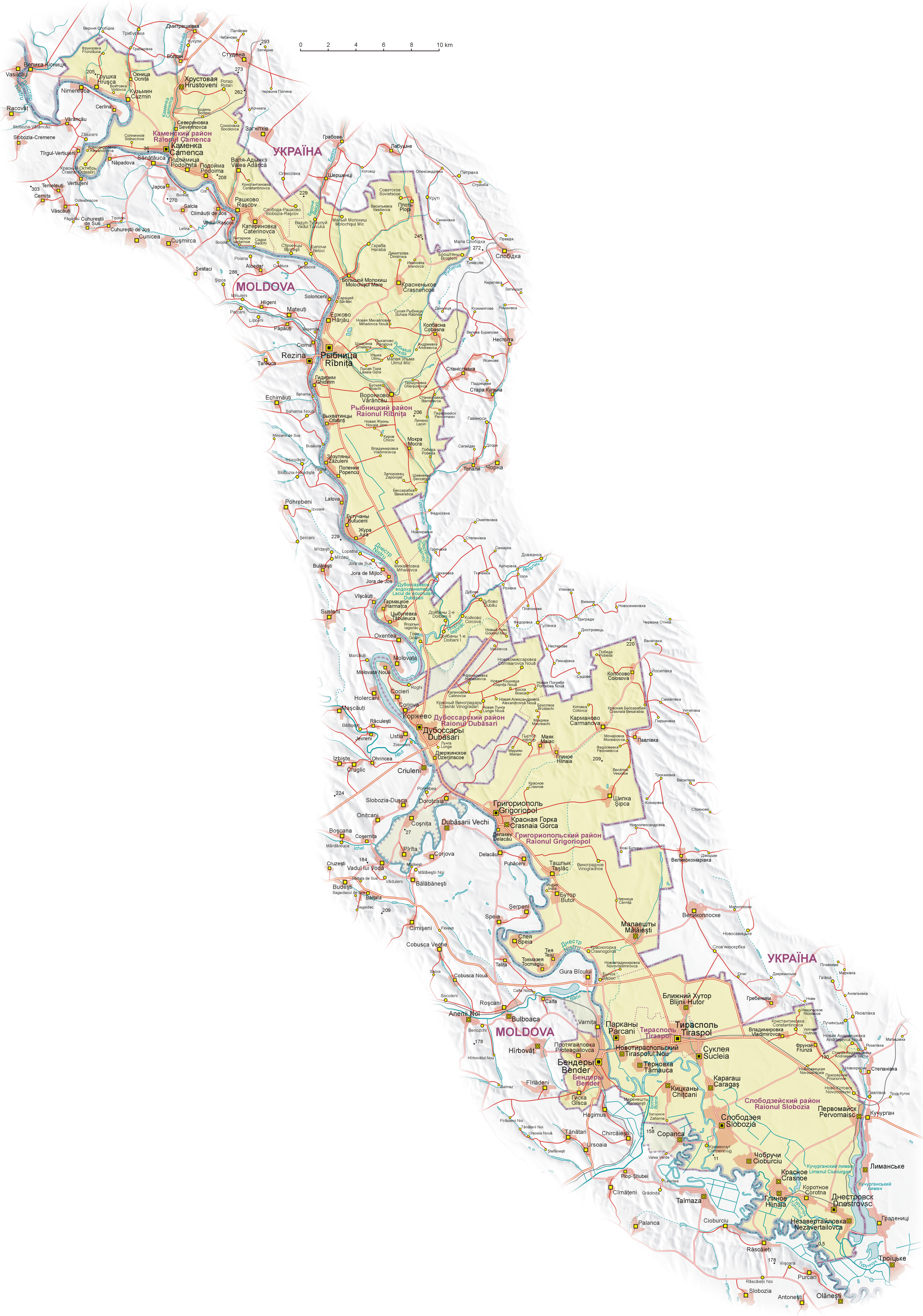
A Dnyeszter Menti Köztársaság térképe

| 2014 | 505 153 |
| 2018 | 469 000 |

### Nemzetiségek
A régió lakossága a 2004-es népszámláláskor 555 347 lakos volt (beleértve Tighina önkormányzatát):
| Etnikai csoport       | Népesség | % az összesből * |
| --------------------- | -------- | ---------------- |
| moldáv                | 177 635  | 31,99%           |
| román                 | 253      | 0,05%            |
| orosz                 | 168 678  | 30,37%           |
| ukrán                 | 160 069  | 28,82%           |
| bolgár                | 13 858   | 2,50%            |
| gagauz                | 4096     | 0,74%            |
| belarusz              | 3811     | 0,69%            |
| német                 | 2071     | 0,37%            |
| lengyel               | 1791     | 0,32%            |
| zsidó                 | 1259     | 0,23%            |
| Cigány                | 507      | 0,09%            |
| Más /nem nyilatkozott | 21 752   | 3,91%            |

A fokozott elvándorlás miatt a nemzeti arányok is fokozatosan megváltoznak, így állandóan csökken az orosz ajkúak száma.[forrás?]

### Nyelvek
A fő nemzetiségeknek megfelelően az ország háromnyelvű, a moldovai román, az orosz és az ukrán nyelv egyaránt hivatalos.

### Vallás
A lakosság elsöprő többsége, mintegy 91% ortodox keresztény. Ezt a vallást gyakorolják az orosz, ukrán, moldáv/román, bolgár és gagauz nemzetiségű polgárok. Az északi területen sok katolikus él, ők mintegy 4%-ot tesznek ki. Ők többnyire lengyel származású személyek.
Az országban hivatalosan vallásszabadság van, de a kormány kizárólag az ortodox egyházat támogatja. Gyakran üldöznek, vagy hátrányosan megkülönböztetnek olyanokat, akik protestáns vallásúak, vagy pedig egyéb vallási csoporthoz, mint pl. Jehova tanúihoz tartoznak.

## Területi-közigazgatási szervezet

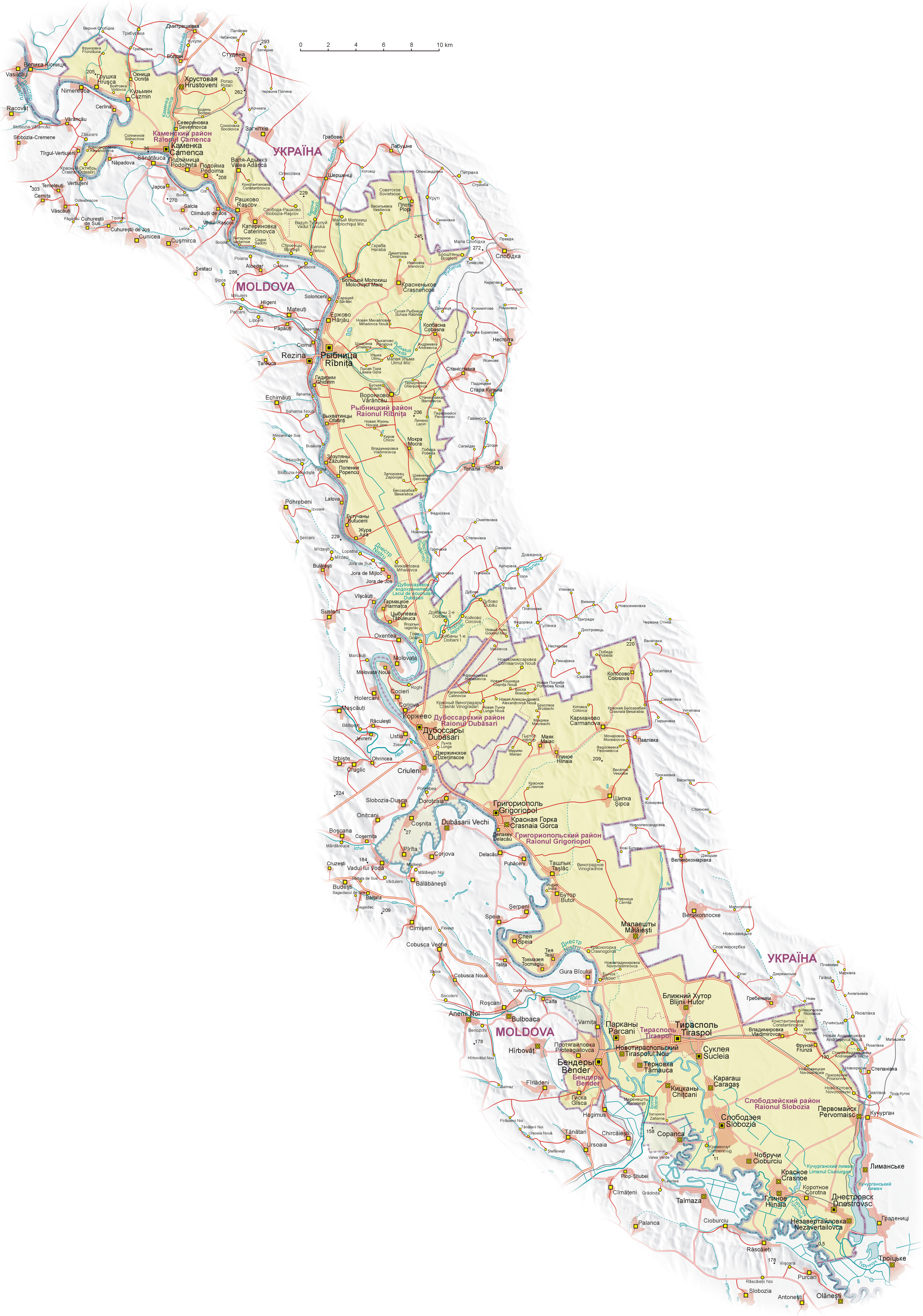
A Dnyeszter Menti Köztársaság közigazgatási térképe.

Közigazgatási szempontból a Dnyeszteren túli kerületek 5 részre oszlanak, ezek:
- Camenca (Каменка vagy Kamenka),
- Dubăsari (Дубоссарь vagy Dubossar),
- Grigoriopol ( Григориополь vagy Grigoriopol),
- Rîbnița (Рыбница vagy Rîbnița),
- Slobozia (Слободзея vagy Slobodzeia).

és egy önkormányzat:
- Tiraspol ( Тирасполь sau Tiraspol ')

valamint 69 községgel és 68 faluval is rendelkezik.
A területek a közigazgatási-területi egység a Dnyszter bal partján a Dnyeszter de jure és de facto „Dnyeszter Moldovai Köztársaság” nem teljesen fedik át  egymást, mert hat település a Dnyesztertől keletre  ( Cocieri, Molovata Nouă, corjovai, Cosnita, pirita és Doroțcaia) a chișinaui kormány irányítása alatt áll, míg a tiraspoli szeparatista hatóságok ellenőrzik Tighina (Bender) önkormányzatát (beleértve Proteagailovca falut), valamint a Dnyesztertől nyugatra fekvő Gisca és Chiscani községeket; Dubasari kerülete tehát két egységre oszlik, az egyik törvényesen, a másik szeparatista.

## Gazdaság
Bár az ország magát szocialistának deklarálja, gazdasági életében mára megszűnt minden szocialista stílusjegy. Az 1990-es évek végén a kormány itt is nagyszabású privatizációt hajtott végre, így a vállalatok legnagyobb többsége ma már magántulajdonban van. A gazdaság a nehézipar (acélgyártás), a villamosenergia-termelés és a feldolgozóipar (textilgyártás) keverékén alapul, amelyek együttesen az összkibocsátás mintegy 80%-át adják.
Az országnak van saját nemzeti bankja, amely saját valutát, a Dnyeszter menti rubelt bocsátja ki, de ezt kizárólag csak az állam határain belül lehet használni, illetve beváltani is.
A Dnyeszter Menti Köztársaság kormánya cáfolja ugyan azokat a vádakat, hogy az ország maffiaállam lenne, de a valóságban a gazdaság alapját az Ukrajnába, illetőleg onnan történő, valamint a Fekete-tengeren is zajló csempészkereskedelem jelenti. Ebből a politikai vezetés éppúgy kiveszi a részét. A másik feltételezés, hogy az ország legális gazdasága felett egy oligarcha-csoport áll, amit az orosz Viktor Gusan és Ilija Kazmalij irányítanak, akik a politikai életben is fontos szerepet játszanak.
A második világháborút követően a térség jelentős iparosításon esett át, s Moldova GDP-jének 40%-át tette ki ezáltal, noha csak az ország lakosságának 17%-a élt ebben a régióban. A függetlenség kikiáltása után a kommunista vezetők a brezsnyevi szocialista tervgazdálkodásra akarta visszaállni, ez viszont nem működött, ezért áttértek a piacgazdaságra.
A Dnyeszter Menti Köztársaságban 2007-ben az egy főre jutó GDP (2140 dollár) kevéssel haladja meg a Moldovában tapasztalt arányokat (2040 dollár). A kormány költségvetése 2007-ben 246 millió dollárnak megfelelő összegű volt, a becslések szerint mintegy 100 millió dollár volt a hiány, melyet a kormány a privatizációból származó jövedelemmel tervezett fedezni. A 2008-as költségvetés már 331 millió dollár volt, a becsült hiány körülbelül 80 millióra rúgott.
Az ország eladósodottsága 2004-ben 1,2 milliárd dollár volt, amelynek kétharmadát az Oroszország felé való adósság teszi ki. Ezenkívül az államnak a Gazprom felé is jelentős az adóssága, mintegy 1,3 milliárd dollár, emiatt a földgázszállítás leállt a területre. Az adósságot a vállalat végül 2007. március 22-én eladta Aliser Uszmanov orosz tőkésnek, aki a Moldovai Acélműveket is birtokolja. Igor Szmirnov, az ország elnöke ugyanakkor kijelentette, hogy országa nem törleszti a Gazprom felé adósságát, ugyanis ezirányú jogi kötelezettség őket nem terheli. 2007-re az államadósság már elérte az 1,64 milliárd dollárt.
A terület továbbra is komoly mennyiségű földgázhoz jut a Gazpromtól, amit a moldovai Moldovagazonon keresztül importálja. A költségeket a moldovai cégre terhelik, így a Dnyesztermellék lényegét tekintve nem fizet az orosz földgázért. Az itt előállított villamosenergiát pedig piaci áron adják el Moldovának.
Sevcsuk kormányzása idején a Dnyeszter Menti Köztársaság gazdasági nehézségei fokozódtak, a nyugdíjalapok fizetésképtelenek lettek, amit a 30%-os adóemelés sem oldott meg, bár a nyugdíjkifizetések három hónapos késéssel folytatódtak.
2006-ban az export 422 millió dollárt, míg az import több mint 738 millió dollárt tett ki. Ez jelentős csökkenés volt az előző évi adatokhoz képest. A kereskedelmi hiánya elérte a 316 millió dollárt. Az export 50%-a a FÁK közösségéhez tartozó országokba irányult: Moldova, Oroszország, Fehéroroszország, Ukrajna (mintegy 60%). A helyi áruk egyéb piacai Olaszországban, Egyiptomban, Görögországban, Romániában és Németországban vannak (mintegy 23%). A fő importtermékek fémek, élelmiszerek és villamosenergia.
Moldova 2014-ben társulási szerződést kötött az Európai Unióval. Mivel jogilag a Dnyesztermente Moldova része, így az ország hasznot húzhatott a vámmentes exportból. Ennek eredményeként az Oroszországba irányuló export 7,7%-kal csökkent, az EU-ba történő pedig 27%-ra nőtt. Az uniós piac felé további elmozdulás történt 2016-ban. Vélemények szerint mostanra már inkább az Európai Unió az, ami fenntartja a szakadár köztársaságot.
Az acélművekre fordított állami kiadás még mindig 60%-ot tesz ki a Dnyesztermentén, melynek központja Rîbnița. A Tirotex textilipari művek is nagyon komoly forgalmat bonyolít le. Az energiaszektorban orosz vállalatok dominálnak. A Gazprom még a bankszektorban is jelen van, s további 7 kereskedelmi bank működik az országban. Tiraszpolban jelentős és komoly múlttal rendelkező szeszesital-előállítás folyik, elsősorban vodkát, bort és pálinkát gyártanak, amit exportálnak.
Az utóbbi években egyre inkább akadozik a bérkifizetés, a gazdaság hanyatlóban van, a társadalom elöregszik. A fiatalok egyre nagyobb számban hagyják el a Dnyeszter Menti Köztársaságot, ahol nincsen számukra semmilyen perspektíva, csekély a munkalehetőség, a fizetések rosszak, a nyugdíjhoz való lehetőség is bizonytalan. Sok orosz és ukrán nemzetiségű, gyakran illegális úton román útlevelekhez jut, hogy így meneküljön ki Nyugatra. Az elemzők gazdasági összeomlást is vizionáltak a szakadár köztársaságban, amikor Ukrajnában 2014-ben oroszellenes politikai erők jutottak hatalomra, ezáltal a terület elvesztette az Oroszországhoz vezető folyosóját. A probléma átmeneti megoldását a Moldova és az EU között kötött társulási szerződések jelentették. Az Oroszországban fellépő gazdasági nehézségek miatt Moszkva a Dnyesztermelléknek utalt addigi 60 millió dolláros gazdasági segélyt is felfüggesztette.
A politikai széttagoltság ellenére a Dnyeszter Menti Köztársaság gazdasága és szociális ellátó rendszere a mai napig erősen függ Moldovától. Így például moldovai orvosok járnak át a dnyesztermenti kórházakba dolgozni.
A 2022-ben kirobbant nyílt ukrán−orosz háború rendkívül nehéz helyzetbe hozta a Dnyesztmelléket. A gazdasági és kereskedelmi forgalom teljesen mértékben leállt Ukrajna felé, a terület így legfőbb szövetségesétől, Oroszországtól is elszigetelődött.

### Csempészkereskedelem
A csempészet évtizedek óta húzóágazat a Dnyeszter Menti Köztársaságban. Legfőbb ága pedig a cigarettacsempészet. Adatok szerint két tiraszpoli bejegyzésű cég hivatalosan a belső szükségletek fedezésére világpiaci cigarettát importál adómentesen. A valóságban az igényeket meghaladó mennyiségű (háromszor annyi) cigaretta kerül a Dnyesztermellékre, amit aztán Romániában és az EU-tagállamokban terítenek.
Az egyéb termékek csempészete az uniós társulási szerződések miatt drasztikusan visszaesett. Régebben zárjegy nélküli húst, alkoholt, ruházati cikkeket is csempésztek, sőt virágzott az emberkereskedelem.

## Kultúra

### Gasztronómia
Az országban négy nemzet konyhája van jelen: ukrán, orosz, moldoromán és gagauz. Mindegyik hatással van a másikra, ugyanakkor bolgár, török és lengyel hatások is tapasztalhatók. Az egyik kimondottan jellemző étel erre az ukrán borscsleves (amelynek húsmentes változata babbal készül).
A régiónak kevés sajátos specialitása van. A francia Kvint konyaknak létezik egy helyi változata (a nevét cirill betűkkel írják az üvegeken) Helyi vodkamárka a Volk, illetve saját dnyesztermenti sörfajta a Nase Pivo.
A Dnyeszter folyó és más kisebb folyók bővelkednek halban. Japán hatásra egy helyi szusi specialitás létezik itt. Egyéb jellemző, tradicionális orosz étel a pelmenyi derelye különböző hozzávalókkal (burgonya, hús, sajt, káposzta), amelyhez tejföl vagy gombamártás jár. Jó minőségű füstölt és erősen sós ízű sajtot is állítanak elő.

## Turizmus
A Dnyeszter Menti Köztársaságban nagyon csekély a turizmus szerepe és igen kevesen élnek ebből az ágazatból. A térség nem túlzottan kedvelt célpontja a turistáknak és a kormánynak sincs különösebb programja az ágazat fejlesztésére. A szakadár államban ráadásul csekély látnivaló akad. Érdekességek az Oszmán Birodalom idején épült benderi vár, a tiraszpoli Kultúrpalota, valamint több ortodox templom a városokban és falvakban, sőt néhol ortodox kolostorok. Rașcovban (orosz nevén Рашково) található a Szt. Kajetán katolikus templom, amit még a lengyelek építettek a 16. században.
A városok építészeti megjelenésére szinte teljes mértékben a szocializmus (elsősorban a szocialista realizmus) nyomja rá a bélyegét. Rengeteg a szovjet időkből maradt szobor és egyéb emlékmű.
Tiraszpoltól 10 km-re található az orosz Butyilka nevű múzeumhotel, ami helyi turisztikai látványosság.

## Emberi jogok a Dnyeszter Menti Köztársaságban
A Freedom House és más jogi szervezetek szerint mind az emberi jogok, mind az állampolgári jogok helyzete rossz a Dnyeszter Menti Köztársaságban. A kormányzat mindent megtesz saját hatalma fenntartása érdekében, így tényleges kormányváltásra nincs esély az országban. Jelentések szerint a hatóságok még most is gyakran folyamodnak a kínzás, az önkényes letartóztatás illetve őrizetbevétel eszközéhez. Mind a szólás- és sajtószabadság, mind a gyülekezéshez való jog erősen csorbított, vallási és kisebbségi csoportokat zaklatnak, a homoszexuálisokat és leszbikusokat minden területen üldözik.
A térségben jelen vannak a modern média eszközök, amelyek felett a hatóságok cenzúrát gyakorolnak és igyekeznek elsősorban az ellenzéki hangokat elnyomni. Működik egy-két független médium (elsősorban újságok formájában) az országban, de ezeket is gyakran ellenőrzik. A média többsége az állam vezetőinek kezében van és a hírközlés módja, valamint tartalma a kormány elvárásaihoz igazodik.
Moldovában bár már megszüntették a moldáv nyelv fogalmát és az ország nyelvének hivatalosan is a románt nyilvánították, a Dnyeszter Mentén ezt még most is moldávnak nevezik, megtartva a Szovjetunió korábbi nyelv- és nemzetiségi politikáját. Itt a román/moldáv nyelvet cirill ábécével írják. Bár létezett vagy 6 iskola, ahol a latin alapú román ábécé szerint tanítottak, de ebből négyet a dnyesztermenti hatóságok erőszakkal bezártak, hivatkozva arra, hogy nem voltak hivatalosan akkreditálva. Később ezeket az iskolákat újra nyitották, de csak mint magániskola formájában működhettek. Az iskolák bezárása újabb súrlódást szült Moldova és Dnyeszter Menti terület között. 2004-ben az EBESZ is felszólította Rîbnița hatóságait, hogy adják vissza a moldávoknak/románoknak az elkobzott, latin betűs iskola épületét. 2005-ben az egyik helyi iskolaigazgatót, a román-párti és emberjogi aktivista Ion Iovcevet is több ízben súlyosan megfenyegették.

## Kriminalisztika
Minthogy a térségben óriási készletekkel bíró fegyverraktárak maradtak a szovjet időkből ezeket nemcsak a Moldova és a románok ellen vívott harcokban használták illetve használják fel a szeparatista állam polgárai és vezetői, de valószínűleg értékesítik is külföldön. Mindazonáltal a fegyverek mostanra elavultak, modern hadászatra nem, esetlegesen alvilági célokra lennének alkalmasak.
Mivel a készletek jogilag Oroszország tulajdonát képezik, ezért több ízben nyomást próbáltak gyakorolni Moszkvára, hogy távolítsa el ezeket a fegyverraktárakat a Dnyeszter Mentéről. 2000 és 2003 között 48 vonatkonvojnyi harckocsit, fegyvereket és lőszert szállíttatott el az orosz hadsereg a Dnyeszter Mentéről. 2004 óta viszont nem történtek újabb kiürítések. Az EBESZ megfigyelők szerint a területen még legalább 20 ezer tonna lőszer és nagy mennyiségű fegyver illetve katonai felszerelés lehet.
Habár a dnyesztermenti kormány engedélyezi EBESZ megfigyelők beutazását az országba a fegyverkészletek ellenőrzése végett, az elszállítás kötelezettségei még mindig Oroszországot terhelik, ami a mai napig várat magára. Moldova ugyanakkor gyakran vádolja a Dnyeszter Menti Köztársaságot fegyverkereskedelemmel, fegyvertranzittal, sőt nukleáris anyagok szállításával, amit Tiraszpol következetesen tagad. Emellett az EBESZ és az Európai Unió is úgy véli, hogy ezen állításokra nincs bizonyíték. A moldovai vádak inkább nyomásgyakorlási kísérletnek tekinthetőek.
Ennek ellenére kimutatható, hogy a Dnyeszter Menti Köztársaságban jelen van az illegális fegyverkereskedelem és fegyvergyártás, ami helyi szinten 900 ezer dolláros éves hasznot hoz. Ennek gyökerei a dnyesztermenti háborúig mennek vissza, amikor a szeparatisták megkaparintották az itteni szovjet fegyverkészleteket, így ellenállni tudtak a moldovai hadseregnek és a román önkénteseknek.
A korrupció a mindennapi élet szerves része a Dnyesztermelléken, de ugyanez jellemző Moldovában is.